# Gazela-vermelha
A gazela-vermelha (Eudorcas rufina) foi uma espécie de gazela que agora se encontra extinta.